# بلبل رخ‌برهنه
بلبل رخ‌برهنه (نام علمی: Nok hualon) عضوی از خانواده بلبلان از پرندگان گنجشک‌سان است که به تازگی از مرکز لائوس در سال ۲۰۰۹ توصیف شد. این یکی از معدود پرندگان آوازخوان آسیایی با چهاره تاس (بدون پر) است و نخستین گونه جدید بلبل است که تقریباً در یک قرن گذشته از آسیا توصیف شده‌است.

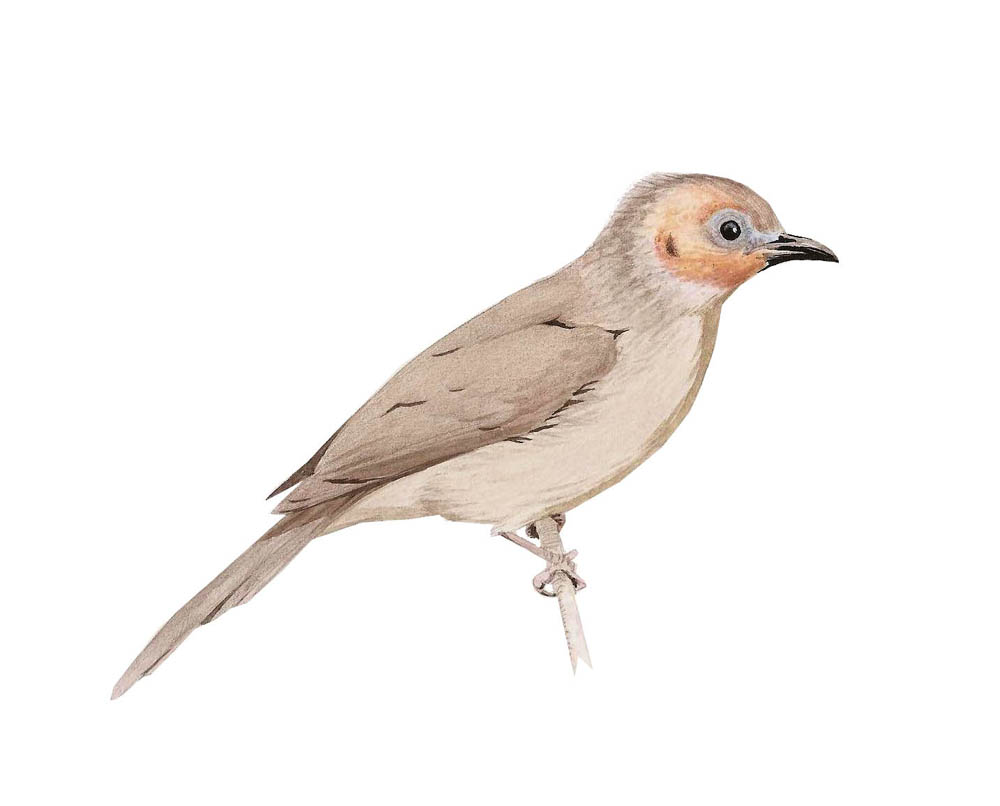
یک نگاره